# Табулдынская волость
Табулды́нская во́лость — административно-территориальная единица в составе Симферопольского уезда Таврической губернии. Образована 8 (20) октября 1802 года, при реоганизации сохранившегося со времени Крымского ханства административного деления уездов, из деревень Салгирского и Карасубазарского каймаканства.
Самая северная волость уезда, располагавшаяся между реками Салгир и Биюк-Карасу. По волости, кроме названных, протекали также притоки Салгира — реки Чююнчи, Бештерек и Зуя. Восточная граница являлась границей с Феодосийским уездом, северная — с Перекопским. На юге граничила с Аргинской волостью; на юго-западе — с Кадыкойской.
Самая малонаселённая волость уезда, на 1805 год, согласно Ведомости о всех селениях, в Симферопольском уезде состоящих…, население составило 4 083 человека, исключительно крымских татар. Волость просуществовала до 1829 года, когда, в результате реформы, была преобразована в Ай-Тувганскую волость.